# مارچلو گواردوچی
مارچلو گواردوچی (به انگلیسی: Marcello Guarducci) (زادهٔ ۱۱ ژوئیهٔ ۱۹۵۶ ‏(۶۸ سال)) شناگر اهل ایتالیا است.